# مارغريت هالسي
مارغريت هالسي (بالإنجليزية: Margaret Halsey)‏ هي كاتِبة أمريكية، ولدت في 13 فبراير 1910 في يونكيرس في الولايات المتحدة، وتوفيت في 4 فبراير 1997.